# Алая Атреидска
Алая Атреидска (на английски: Alia Atreides) (10 191 – 10 217 СС) е измислен герой от вселената на Дюн, създадена от американския писател Франк Хърбърт. Като герой, Алая взима участие в първите три романа от поредицата: Дюн, Месията на Дюн и Децата на Дюн.
Във филмовата адаптация на Дейвид Линч от 1984, ролята на Алая се изпълнява от Алисия Уит. През 2000 Лора Бъртън получава ролята в телевизионния минисериал Дюн, а Даниела Амавиа играе Алая в продължението от 2003, Децата на Дюн.
Алая е родена през 10 191 г. СС (след образуването на Космическото сдружение) от бин джезъритката лейди Джесика на планетата Аракис; нейният баща, дюк Лито Атреиди, умира осем месеца преди тя да се роди. Алая е по-малката сестра на Пол Атреиди и по внучка по майчина линия на барон Владимир Харконен.
Алая е наричана от последователите си св. Алая – повелителката на ножа; за Бин Джезърит тя е абоминация.